# Communauté de communes du Piémont Vosgien
La communauté de communes du Piémont Vosgien (CCPV) est une ancienne communauté de communes française, située dans le département de Meurthe-et-Moselle dans la région Grand Est.

## Histoire
Elle est issue de la fusion au 1er janvier 2014 des communautés de communes du Badonvillois et du Pays de la Haute Vezouze, par arrêté préfectoral du 22 avril 2013.
Au 1er janvier 2017, elle a fusionné avec la communauté de communes de la Vezouze pour former la communauté de communes de Vezouze en Piémont.

## Composition
Cette communauté de communes est composée des 17 communes suivantes :
| Nom                       | Code Insee | Gentilé           | Superficie (km2) | Population (dernière pop. légale) | Densité (hab./km2) |
| ------------------------- | ---------- | ----------------- | ---------------- | --------------------------------- | ------------------ |
| Badonviller (siège)       | 54040      | Badonvillois      | 21,95            | 1 566 (2014)                      | 71                 |
| Angomont                  | 54017      | Angomontois       | 17,28            | 82 (2014)                         | 4,7                |
| Bertrambois               | 54064      |                   | 18,46            | 334 (2014)                        | 18                 |
| Bréménil                  | 54097      |                   | 5,60             | 114 (2014)                        | 20                 |
| Cirey-sur-Vezouze         | 54129      | Les Loups         | 16,39            | 1 690 (2014)                      | 103                |
| Fenneviller               | 54191      |                   | 2,99             | 95 (2014)                         | 32                 |
| Montigny                  | 54377      |                   | 6,11             | 139 (2014)                        | 23                 |
| Neufmaisons               | 54396      |                   | 21,63            | 228 (2014)                        | 11                 |
| Neuviller-lès-Badonviller | 54398      | Neuvillois        | 5,75             | 89 (2014)                         | 15                 |
| Parux                     | 54419      |                   | 4,38             | 70 (2014)                         | 16                 |
| Petitmont                 | 54421      |                   | 17,60            | 333 (2014)                        | 19                 |
| Pexonne                   | 54423      | Pexonnois         | 13,43            | 387 (2014)                        | 29                 |
| Sainte-Pôle               | 54484      | Saints-Pélaginois | 5,69             | 203 (2014)                        | 36                 |
| Saint-Maurice-aux-Forges  | 54481      | Mauritiens        | 3,30             | 104 (2014)                        | 32                 |
| Saint-Sauveur             | 54488      | Salvatoriens      | 19,16            | 58 (2014)                         | 3                  |
| Tanconville               | 54512      |                   | 4,09             | 111 (2014)                        | 27                 |
| Val-et-Châtillon          | 54540      |                   | 18,57            | 613 (2014)                        | 33                 |

## Administration
Le Conseil communautaire est composé de 40 délégués, dont 6 vice-présidents.
| Période                                  | Période       | Identité         | Étiquette | Qualité                              |
| ---------------------------------------- | ------------- | ---------------- | --------- | ------------------------------------ |
| Les données manquantes sont à compléter. |               |                  |           |                                      |
| janvier 2014                             | décembre 2016 | Philippe Arnould |           | Maire de Saint-Sauveur (depuis 2001) |